# Sultanat d'Ouadai
El sultanat d'Ouadai (1635–1912) (també conegut com a Imperi Wadai) fou un estat musulmà de l'Àfrica, al modern Txad. Originalment era un regne no musulmà a l'est del llac Txad. Va sorgir al segle xvi escindit del sultanat de Darfur.

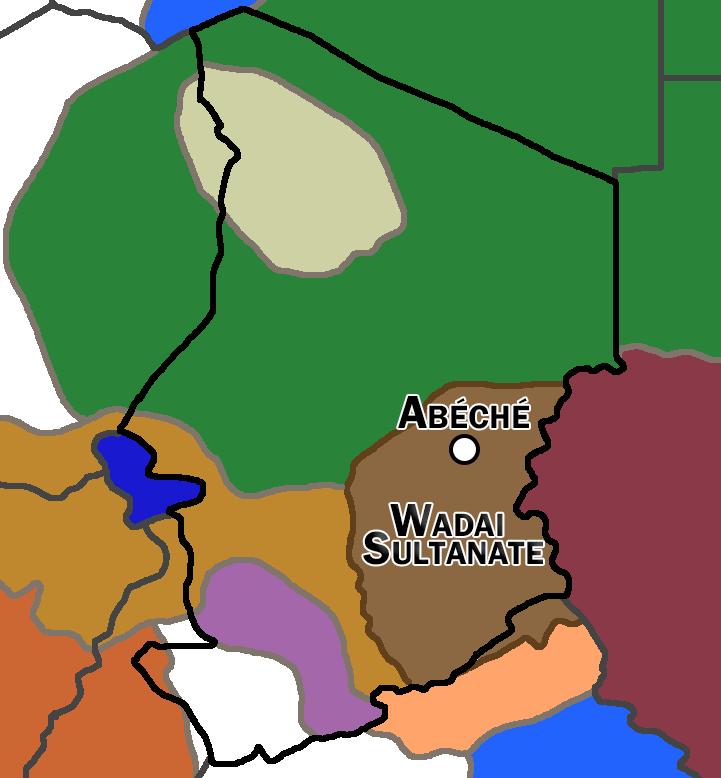
Mapa del Sultanat als darrers anys del.

## Orígens
Al segle xvi la primera dinastia de Darfur (de llengua daju) fou enderrocada pels tunjurs i nombrosos refugiats es van desplaçar cap al Ouadai o Wadai. Aquests refugiats van constituir un regne, el Dar Sila, de llengua daju. Al final del segle els tunjurs o tanjurs que havien conquerit el Darfur van conquerir també el Ouadai que va passar a ser un estat feudatari. Les capitals dels tanjurs eran llavors Uri i Ayn Farah al nord del Darfur.
El 1635 el poble maba (boro mabang) i altres grups menors de la regió, es van unir al cap àrab musulmà Abd al-Karim, que va dirigir una invasió des de l'est i va desconèixer el poder dels tanjurs en decadència. Abd al-Karim tenia el suport dels pastors àrabs i va esdevenir el primer "kolak" o sultà d'una dinastia que va subsistir fins al segle xx. Mentre al Darfur els tanjurs foren suplantats per la nova dinastia dels Kayra poc disposada a renunciar al Ouadai. Durant gran part del segle xviii Waddai va resistir la seva incorporació al Darfur i finalment els dos regnes es van consolidar de manera separada i van crear els seus "imperis"; el Darfur cap a l'est en direcció al Nil, i el Ouadai cap a l'oest fins al llac Txad, absorbint el regne de Baguirmi.

## Expansió
Vers l'any 1800, durant el regnat de Sabun, el sultanat d'Ouadai va començar a expandir-se aprofitant la seva situació a les rutes transaharianes. Una nova ruta comercial cap al nord, via Ennedi, Kufra, i Bengasi fou descoberta, i Sabun va enviar caravanes reials per treure'n profit; va encunyar les seves pròpies monedes i va importar cotes de malles, armes de foc i consellers militars del nord d'Àfrica. El successors de Sabun no foren tan hàbils i Darfur va aprofitar lluites successòries (1838) per posar al seu propi candidat al tron a Wara, la capital de l'Ouadai. Aquesta tàctica va fracassar quan l'home del Darfur, Muhammad Sharif (1834-1858) va rebutjar l'autoritat dels seus protectors i va consolidar la seva pròpia autoritat; amb això fou acceptat per les faccions del Ouadai i va esdevenir el més hàbil governant del país.
Muhammad Sharif va fer campanyes militars a l'oest fins al Bornu i va establir l'hegemonia sobre Baguirmi i altres petits regnes fins al riu Chari. A la Meca Muhammad Sharif es va trobar amb el fundador de la confraria senusita, un moviment que havia arrelat a la Cirenaica i esdevindrà la força política dominant i el principal opositor a la colonització francesa. El sultanat estava dividit en quatre províncies corresponents als quatre punts cardinals; cada província estava subdividida en districtes formats pels territoris de les diverses comunitats ètniques; entremig d'aquesta organització hi havia una extensa xarxa de propietats reials administrades per senescals; a part de les terres reials hi havia les propietats de les reines mare i potser d'altres personatges, molt menys extenses; la riquesa venia de les terres i aquestes estaven taxades en espècie i els productes que arribaven al poder reial retornava al conjunt, excepte una part considerada impostos que passava a Wara per les necessitats de la cort, i una part destinada a reserves ubicades prop dels llocs d'origen, per alimentar a l'exèrcit o per les necessitats del poble en temps de fam.

## Darrers anys

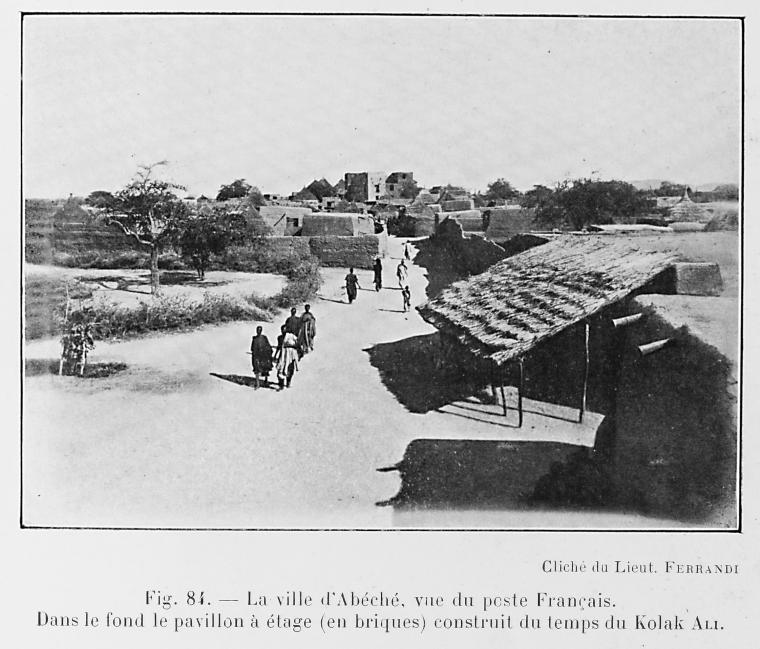
Abéché amb edificis construïts pel darrer sultà Ali Kolak, foto presa vers 1918

A Sharif el va succeir el seu fill Ali (1858-1874) i després el germà d'aquest, Yusuf (1874-1898) que va haver de frenar les ambicions dels mahdistes del Sudan. Després de 1898 es va iniciar una lluita pel poder entre diversos prínceps amb suport de les diferents faccions locals i de poders exteriors (Darfur, Sanusiyya, França). El 6 de juny de 1909 els francesos van ocupar la capital, que llavors era Abéché, i van instal·lar un sultà sense poder. La resistència va seguir fins que el darrer sultà independent fou fet presoner el 1912. El sultanat va quedar llavors dins el territori militar del Txad.

## Llista de sultans
| Govern                   | Sultà                                                       | Notes                                                       |
| ------------------------ | ----------------------------------------------------------- | ----------------------------------------------------------- |
| 1635                     | Ouadai substitueix al regne de Birgu sota una nova dinastia | Ouadai substitueix al regne de Birgu sota una nova dinastia |
| Kolak (o sultà)          |                                                             |                                                             |
| Dinastia al-Abbasi       |                                                             |                                                             |
| 1635 a 1655              | Abd al-Karim, Kolak                                         |                                                             |
| 1655 a 1678              | Kharut al-Kabir, Kolak                                      |                                                             |
| 1678 a 1681              | Kharif, Kolak                                               |                                                             |
| 1681 a 1707              | Yakub Arus, Kolak                                           |                                                             |
| 1707 a 1745              | Kharut al-Saghir, Kolak                                     |                                                             |
| 1745 a 1795              | Jawda Kharif al-Timan, Kolak                                |                                                             |
| 1795 a 1803              | Muhammad Salih Derret ibn Jawda, Kolak                      |                                                             |
| 1803 a 1813              | Abd al-Karim Sabun ibn Salih Derret, Kolak                  |                                                             |
| 1813 a 1813              | Muhammad Busata ibn Abd al-Karim, Kolak                     |                                                             |
| 1813 a 1829              | Yusuf Kharifayn ibn Abd al-Kadir, Kolak                     |                                                             |
| 1829 a 1829              | Rakib ibn Yusuf ibn Abd al-Kadir, Kolak                     |                                                             |
| 1829 a 1835              | Muhammad Abd al-Aziz Dhawiyi ibn Radama                     |                                                             |
| 1835 a 1835              | Adham ibn Muhammad Abd al-Aziz, Kolak                       |                                                             |
| 1835 a 1858              | Izz ad-Din Muhammad Sharif ibn Salih Derret, Kolak          |                                                             |
| 1858 a 1874              | Ali ibn Muhammad, Kolak                                     |                                                             |
| 1874 a 1898              | Yusuf ibn Ali, Kolak                                        |                                                             |
| 1898 a 1900              | Ibrahim ibn Ali, Kolak                                      |                                                             |
| 1900 a Desembre de 1901  | Ahmad Abu al-Ghazali ibn Ali, Kolak                         |                                                             |
| 1902 a 1909              | Muhammad Daud Murra ibn Yusuf, Kolak                        |                                                             |
| 3 de juny de 1909 a 1912 | Asil, Kolak                                                 |                                                             |
| Sobirania francesa       |                                                             |                                                             |
| 1912                     | Estat suprimit per França                                   | Estat suprimit per França                                   |
| 1935                     | Estat restaurat                                             | Estat restaurat                                             |
| 1935 a 1945              | Muhammad Urada ibn Ibrahim, Kolak                           |                                                             |
| 1945 a 1960              | Ali Silek ibn Muhammad Daud Murra, Kolak                    | primera vegada                                              |
| 1960                     | Estat suprimit pel govern del Txad                          | Estat suprimit pel govern del Txad                          |
| 1970                     | Estat restaurat pel govern del Txad                         | Estat restaurat pel govern del Txad                         |
| 1970 a 1977              | Ali Silek ibn Muhammad Daud Murra, Kolak                    | Segona vegada                                               |
| 1977 a 2004              | Ibrahim ibn Muhammad Urada, Kolak                           |                                                             |
| Des de 2004              | Vacant                                                      |                                                             |